# Paracuellos de Jarama
Paracuellos de Jarama es un municipio de España situado en la Comunidad de Madrid. El término municipal, con una población de 27 238 habitantes (INE 2024), incluye además de a la localidad homónima los núcleos de La Granja/El Cruce, Los Berrocales del Jarama, Belvis del Jarama, INTA y El Avalón. Se encuentra cerca del aeropuerto de Madrid-Barajas.

## Geografía
La localidad está ubicada a unos 26 km al nordeste de la capital.  El municipio limita con Madrid, Alcobendas y San Sebastián de los Reyes al oeste, con San Sebastián de los Reyes al norte, con Ajalvir y Cobeña al este y con Torrejón de Ardoz y San Fernando de Henares al sur.
| Noroeste: San Sebastián de los Reyes | Norte: San Sebastián de los Reyes                | Noreste: San Sebastián de los Reyes y Cobeña |
| Oeste: Madrid capital y Alcobendas   |                                                  | Este: Cobeña y Ajalvir                       |
| Suroeste: Madrid capital             | Sur: San Fernando de Henares y Torrejón de Ardoz | Sureste: Torrejón de Ardoz                   |

## Historia

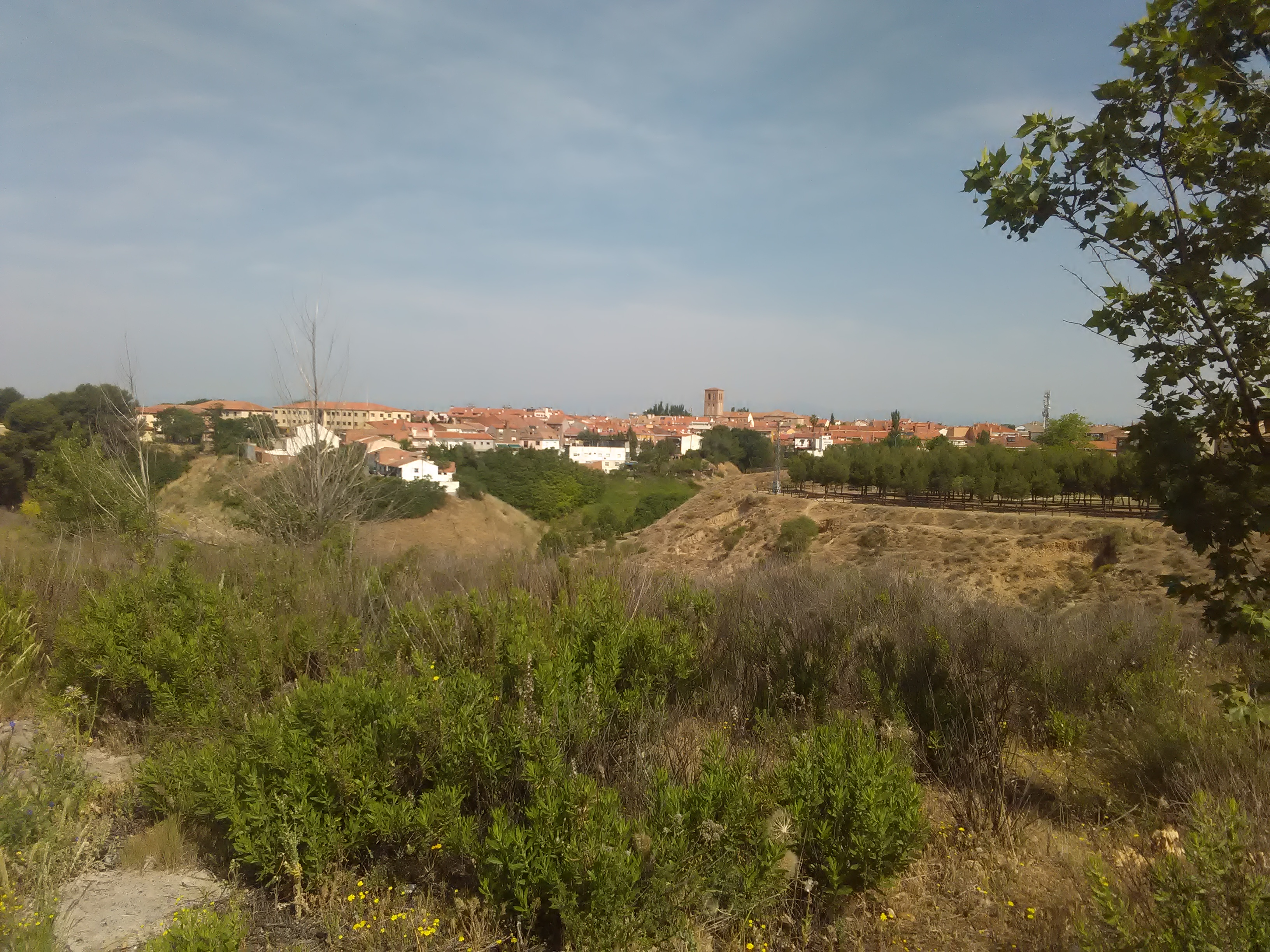
Paracuellos de Jarama desde el sur

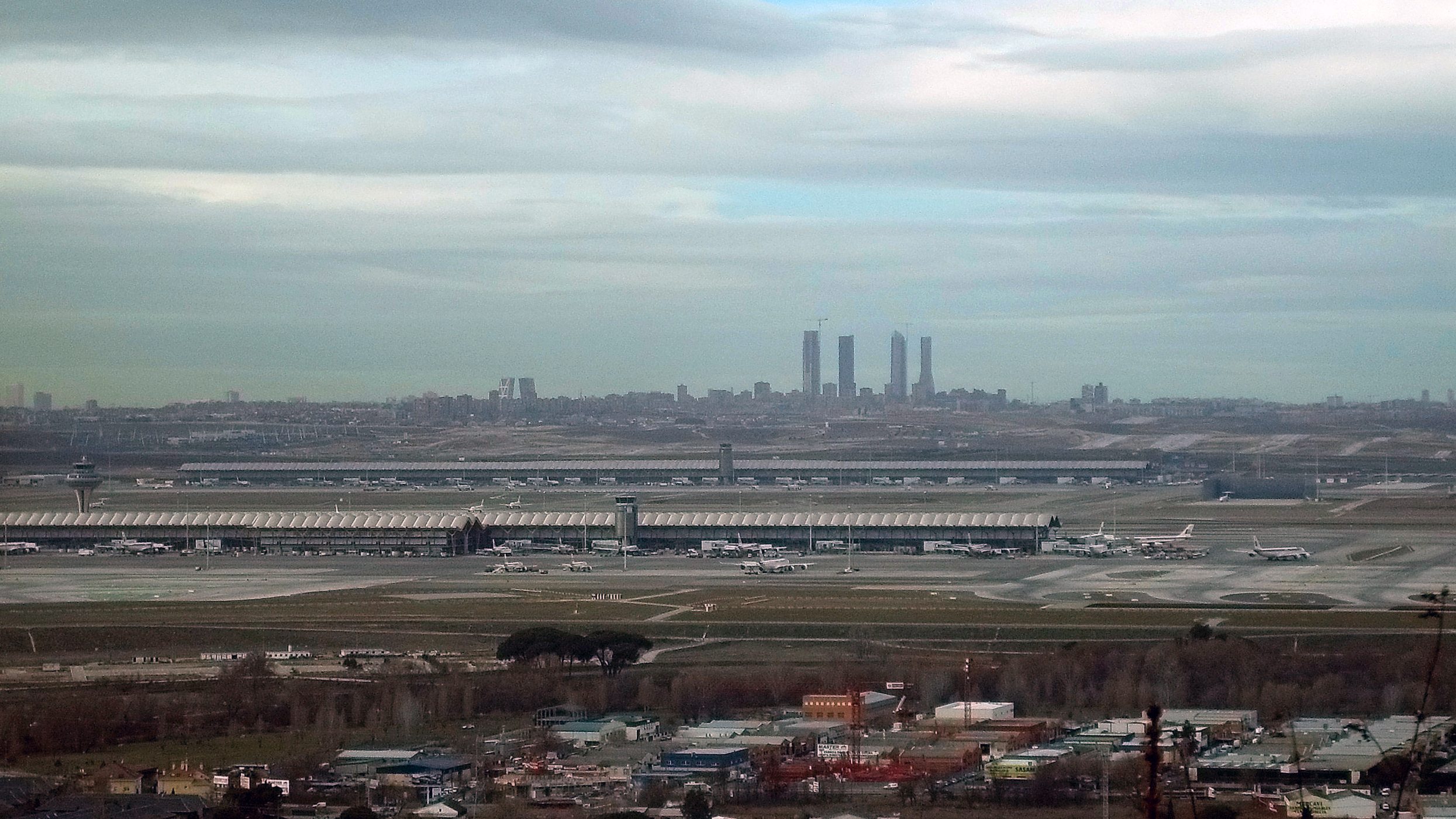
Vista desde el mirador de Paracuellos de Jarama. Al fondo, el norte de la ciudad de Madrid, con sus característicos rascacielos. Más adelante, el aeropuerto de Madrid-Barajas.

Durante los movimientos de tierra efectuados en 2010 por Aena para construir una nave en la zona conocida como de la "antigua emisora", en la carretera de acceso a Paracuellos, se ha encontrado según los informes arqueológicos un yacimiento con una antigüedad de entre 5000 y 2800 años, correspondientes a las edades del Cobre y del Bronce, en lo que puede ser el primer asentamiento humano en el término de Paracuellos, datado en el iii milenio a. C. En este yacimiento parcela se han descubierto diversos objetos como cuencos o una punta de flecha o el enterramiento de una persona en posición fetal. Los trabajos arqueológicos han sacado a la luz un total de 180 estructuras de diferentes tamaños y formas identificadas con cabañas y silos de almacenaje que se ubicaron entre el cerro actual, en el que se asienta el casco urbano, y las riberas del río Jarama.
El origen del municipio en su ubicación actual data probablemente de pobladores de origen musulmán, los cuales aprovecharon su privilegiada situación de mirador sobre la meseta para construir un sencillo castillo de planta rectangular. 
En la etapa castellana, entre finales del siglo XII y principios del siglo XIII se encuentran referencias escritas a la villa de Paracollos.
Ya en la Edad Moderna, el rey Felipe II vende la villa a una familia de la nobleza, y finalmente llega a manos de la casa de Medinaceli.
En la guerra civil española, durante la batalla de Madrid, el término municipal de Paracuellos fue escenario de las matanzas de Paracuellos: el asesinato de miles de personas por parte de fuerzas leales a la II República Española. La mayoría de fusilados provenían de la cárcel Modelo de Madrid, pero también hubo fusilados republicanos y un grupo de unas 3000 personas entre sacerdotes, religiosas y religiosos de la Iglesia católica. No está clara la participación de vecinos de Paracuellos en el enterramiento de los cuerpos ni en otras actividades relacionadas, quizás alguna persona a título individual sí, pero no a través de bandos o similares, ya que el Ayuntamiento se mantuvo oficialmente al margen de estos hechos de noviembre de 1936. Sin embargo, el alcalde de entonces, Eusebio Aresté, fue encarcelado en la cárcel Modelo de Madrid y falleció en ella a los pocos años. Su hijo Ricardo fue el primer alcalde de la reinstaurada democracia en 1978.
Fue en este municipio donde se instalaron los primeros centros de comunicaciones del sistema de control de tráfico aéreo civil en España, después de la firma de los Pactos de Madrid de 1953 con los Estados Unidos. El desarrollo del país trajo la construcción del cercano aeropuerto de Barajas, hecho que, si bien ayudó al despertar de una considerable industria en el municipio, también lo situó en una posición incómoda, al estar localizado bajo una de las principales rutas aéreas de este, con los consiguientes problemas de ruidos y vibraciones.

## Demografía
Cuenta con una población de 27 238 habitantes (INE 2024).
| Gráfica de evolución demográfica de Paracuellos de Jarama entre 1842 y 2021                                                                                      |
| |
| Población de derecho según los censos de población del INE Población de hecho según los censos de población del INEEn este censo se denominaba Paracuellos: 1842 |

## Transporte
Paracuellos tiene ocho líneas de autobús interurbanas, de las cuales cinco conectan con Madrid en el intercambiador de Canillejas y una en Barajas, y tres líneas urbanas.

### Líneas interurbanas
| Línea | Recorrido                                                         |
| ----- | ----------------------------------------------------------------- |
| 210   | San Sebastián de los Reyes (Hospital) – Paracuellos de Jarama     |
| 211   | Madrid (Canillejas) – Paracuellos de Jarama (Urb. Mesa del Monte) |
| 212   | Madrid (Canillejas) – Paracuellos de Jarama (Miramadrid)          |
| 213   | Madrid (Canillejas) – Belvis del Jarama                           |
| 215   | Torrejón de Ardoz - Paracuellos de Jarama                         |
| 256   | Madrid (Canillejas) – Daganzo - Valdeavero                        |
| 263   | Madrid (Barajas) - Cobeña - Algete                                |
| N204  | Madrid (Canillejas) - Paracuellos - Daganzo                       |

### Líneas urbanas
| Línea                                      | Recorrido                               |
| ------------------------------------------ | --------------------------------------- |
| 1                                          | Urb. Altos de Jarama - Miramadrid       |
| 2                                          | Picón del Cura - Urb. Los Berrocales    |
| Urbanos de Coslada-San Fernando de Henares |                                         |
| 1                                          | Polígono industrial - C.C. San Fernando |

## Servicios

### Educación
En Paracuellos de Jarama hay 5 guarderías (2 públicas y 3 privadas), 3 colegios públicos de educación infantil y 3 de primaria, y 2 colegios concertados
2 Institutos públicos

## Patrimonio

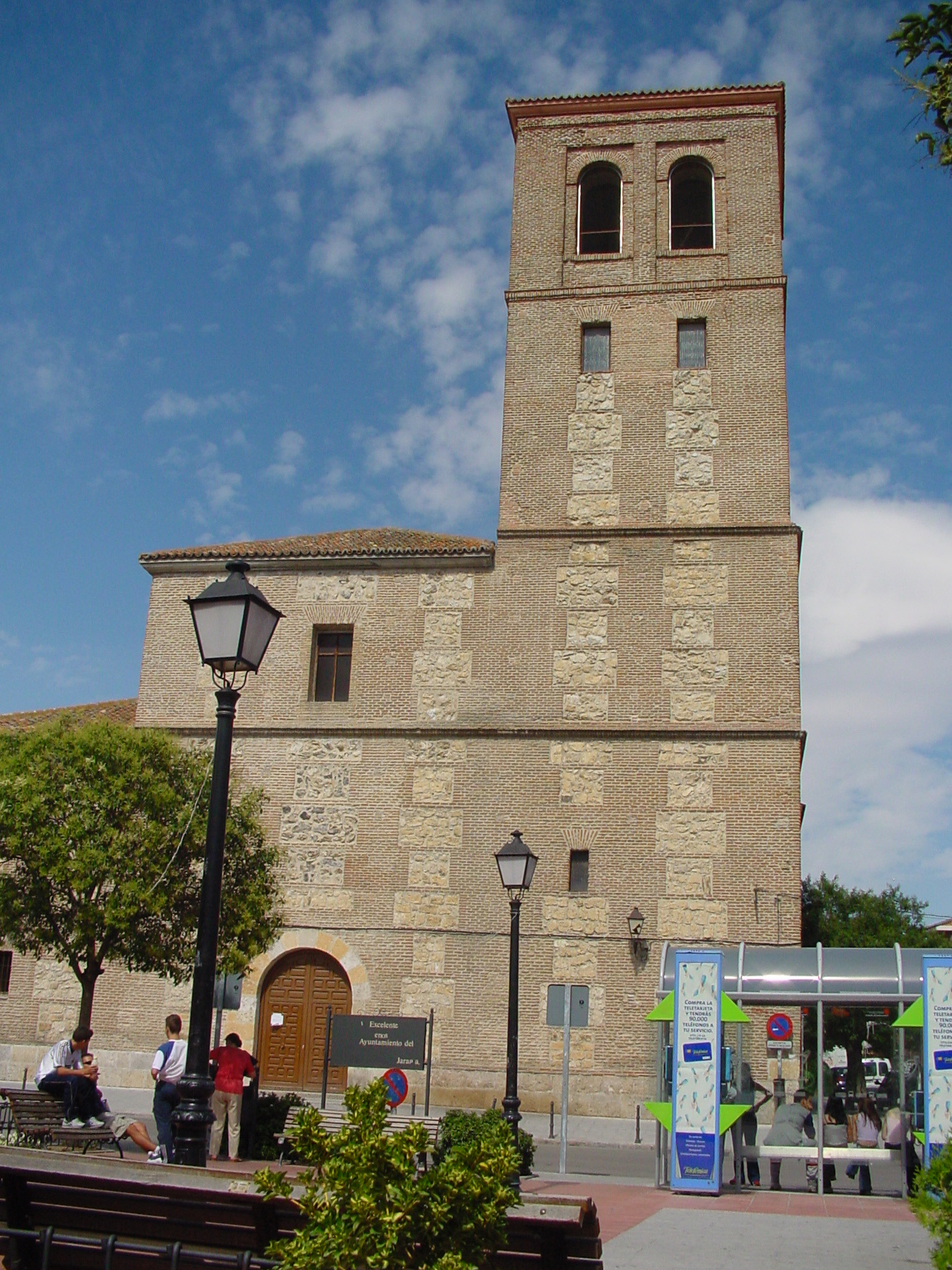
Iglesia Parroquial de San Vicente Mártir

Algunos de sus monumentos son: la iglesia de los descalzos de San Francisco; palacio de Medinaceli, que todavía conserva su estructura, un escudo y su patio castellano con columnas de piedra para recordar la vinculación del pueblo con esa casa ducal; el castillo de Malsobaco, una sencilla construcción de planta rectangular y origen árabe, rodeado por una muralla que se encuentra sobre un monte al suroeste de Paracuellos, y el cementerio de los Mártires, en honor a las personas fusiladas en noviembre de 1936 en las matanzas de Paracuellos.

## Fiestas
Desde 1751 se instauran las fiestas patronales del Cristo de la Salud, la Virgen de la Ribera y San Nicolás de Bari en Paracuellos de Jarama. Estas fiestas se celebran el primer día de Pascua del Espíritu Santo (movibles durante los meses de mayo o junio).
Junto a las actividades religiosas realizadas con motivo de las fiestas antes referidas, se realizan festividades taurinas, encierros, becerradas, actuaciones musicales y actividades deportivas, que cuentan con la fervorosa participación popular de peñas y vecinos de Paracuellos.    
Además existen otras festividades como: 
- San Antón (17 de enero). Bendición de animales
- San Vicente Mártir (22 de enero)
- Candelaria (2 de febrero). Se ofrece y se pide por los niños bautizados el último año
- San Isidro Labrador (15 de mayo). Procesión.
- Cristo de la Salud (Domingo de Pentecostés). Procesión.
- Virgen de la Ribera (lunes siguiente al Domingo de Pentecostés). Procesión.
- San Nicolás de Bari (martes siguiente al Domingo de Pentecostés). Procesión.
- San Antonio de Padua (13 de junio). Procesión.
- Virgen del Carmen (16 de julio). Procesión.
- Santiago (25 de julio). En Belvís de Jarama.

## Administración y política

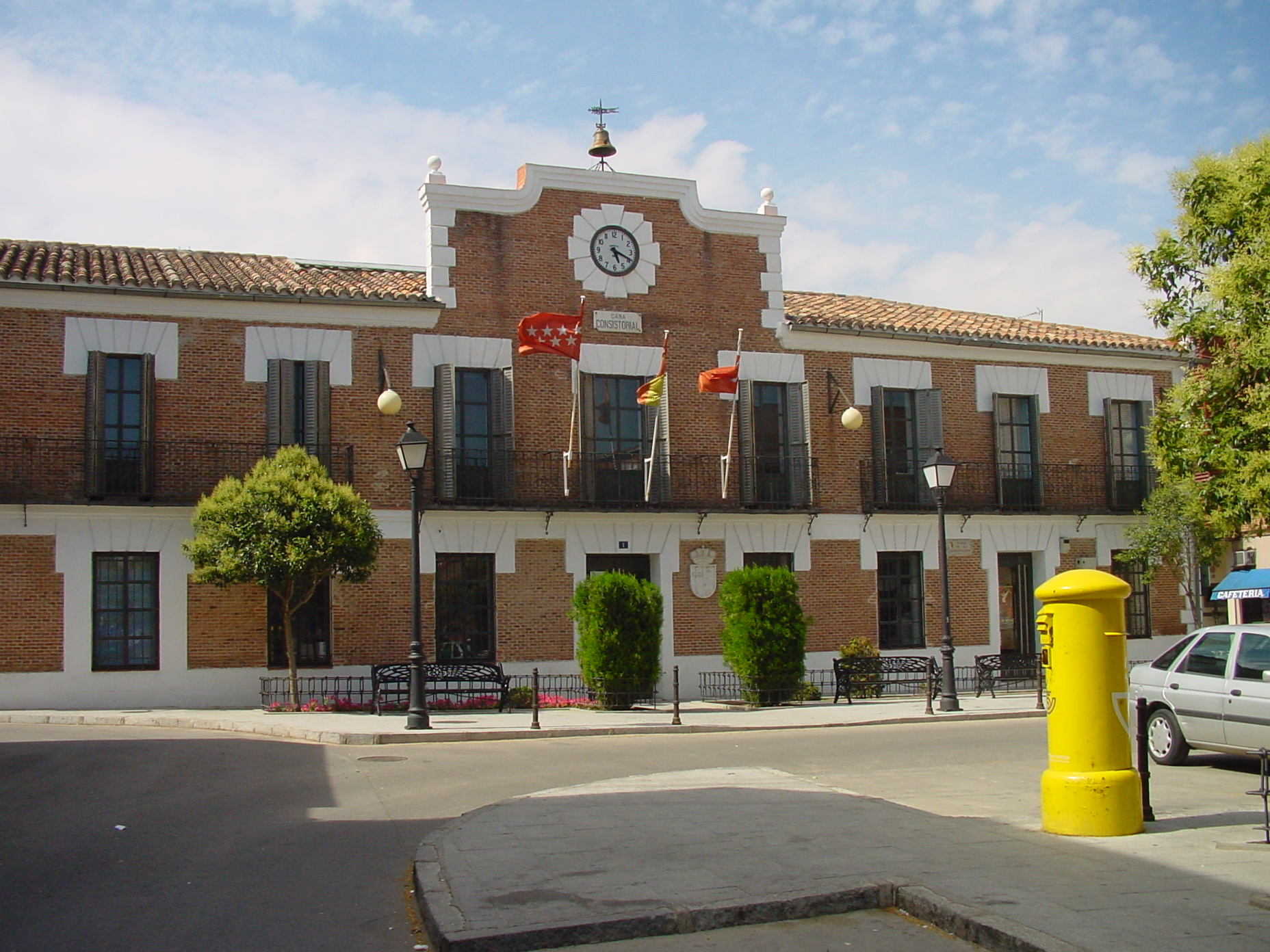
Casa consistorial en la plaza de la Constitución.

### Últimos alcaldes
| Lista de alcaldes |                             |                                             |
| Años              | Nombre                      | Partido Político                            |
| 1979-1983         | Ricardo Artesté Yebes       | Partido Comunista de España (PCE)           |
| 1983-1987         | Pedro Antonio Mesa Moreno   | Independiente                               |
| 1987-1991         | Pedro Antonio Mesa Moreno   | Independiente                               |
| 1991-1995         | Pedro Antonio Mesa Moreno   | Independiente                               |
| 1995-1999         | José Vega Quintana          | Independiente                               |
| 1999-2003         | Fernando Zurita Orden       | Partido Popular (PP)                        |
| 2003-2007         | Fernando Zurita Orden       | Partido Popular (PP)                        |
| 2007-2011         | Pedro Antonio Mesa Moreno   | Independiente                               |
| 2011-2015         | Fernando Zurita Orden       | Partido Popular (PP)                        |
| 2015-2019         | Javier Cuesta Moreno        | Iniciativa Ciudadana por Paracuellos (ICxP) |
| 2019-2023         | Jorge Alberto Campos Astrua | Ciudadanos (Cs)                             |
| 2023-             | Jesús Muñoz Muñoz           | Partido Popular (PP)                        |